# Juan de Torres Osorio
Juan de Torres Osorio ou Giovanni De Torres (Cuéllar, Ségovie, 16 janvier 1562 - Valladolid, 19 juillet 1632) est un homme religieux espagnol qui fut évêque de Syracuse d'Oviedo et de Valladolid.

## Biographie
Juan de Torres Osorio est consacré évêque de Syracuse le 24 novembre 1613 par Paolo Emilio Sfondrati avec comme co-consécrateurs Antonio d'Aquino (en) et Pedro de Oña (it).